# Busta Rhymes
Busta Rhymes (Brooklyn, New York, 20 mei 1972), artiestennaam van Trevor George Smith, is een Amerikaanse rapper.

## Carrière
Hoewel hij opgroeide in New York, liggen zijn wortels in Jamaica dat is tevens van invloed op zijn muziek. Geïnspireerd door de muziek van buurtgenoten Public Enemy en Eric B. & Rakim werkte hij onder meer samen met A Tribe Called Quest, Boyz II Men, TLC en Mary J. Blige. Busta begon bij de rapgroep 'leaders of the new school'. In 1996 brak hij door met zijn single "Woo Hah!! Got You All in Check" waarvan ook een versie is met 'Ol Dirty Bastard.  In 1998 kwam hij met de single "Turn It Up, Fire It Up" - een rap gebaseerd op de themasong van de televisieserie Knight Rider.
In 2005 scoorde Busta Rhymes, samen met de Pussycat Dolls met "Don't Cha" een tweede plaats in de Amerikaanse Billboard Hot 100 en in de Nederlandse Top 40. In 2025 kreeg hij een ster op de Hollywood Walk of Fame

## Trivia
Busta Rhymes werkte samen met 2Pac, Notorious B.I.G., Eminem, Diddy, Dr. Dre, Wu Tang Clan, Method Man, Pussycat Dolls, Chris Brown, The Game, Xzibit, DMX, Jay-Z, Nas ,Mary J. Blige, Lil Wayne, N.O.R.E. en Kanye West.
Busta Rhymes ging in zijn jeugd naar de George Westinghouse Career and Technical Education High School, waar ook rappers DMX, Jay-Z en Notorious B.I.G. naartoe gingen. Hij zat bij Notorious B.I.G. in de klas. Sinds zijn tienerjaren is hij lid van de Five Percent Nation of Islam.

## Discografie

### Albums
| Album met eventuele hitnotering(en) in de Nederlandse Album Top 100 | Datum van verschijnen | Datum van binnenkomst | Hoogste positie | Aantal weken | Opmerkingen         |
| ------------------------------------------------------------------- | --------------------- | --------------------- | --------------- | ------------ | ------------------- |
| The Coming                                                          | 1996                  | 26-03-1996            |                 |              |                     |
| When Disaster Strikes                                               | 1997                  | 16-09-1997            | 45              | 5            |                     |
| Extinction Level Event - The Final World Front                      | 1999                  | 23-01-1999            | 58              | 8            | met Gimme Some More |
| Anarchy                                                             | 2000                  | 01-07-2000            | 87              | 2            |                     |
| Genesis                                                             | 2002                  | 23-03-2002            | 47              | 12           |                     |
| It Ain't Safe No More                                               | 2003                  | 31-05-2003            | 61              | 7            |                     |
| The Big Bang                                                        | 2006                  | 17-06-2006            | 27              | 10           |                     |

| Album met hitnotering(en) in de Vlaamse Ultratop 200 albums | Datum van verschijnen | Datum van binnenkomst | Hoogste positie | Aantal weken | Opmerkingen |
| ----------------------------------------------------------- | --------------------- | --------------------- | --------------- | ------------ | ----------- |
| The Big Bang                                                | 2006                  | 24-06-2006            | 43              | 10           |             |

### Singles
| Single met eventuele hitnotering(en) in de Nederlandse Top 40 | Datum van verschijnen | Datum van binnenkomst | Hoogste positie | Aantal weken | Opmerkingen                                                                                        |
| ------------------------------------------------------------- | --------------------- | --------------------- | --------------- | ------------ | -------------------------------------------------------------------------------------------------- |
| Woo-Hah!! Got You All in Check                                | 1996                  | 15-06-1996            | 27              | 6            | #20 in de Single Top 100                                                                           |
| Hit 'Em High (The Monstars' Anthem)                           | 1997                  | 15-02-1997            | 4               | 10           | als The Monstars of Space Jam met B-Real, Coolio, LL Cool J & Method Man / #5 in de Single Top 100 |
| Dangerous                                                     | 1998                  | -                     |                 |              | #84 in de Single Top 100                                                                           |
| Turn It Up (remix) / Fire It Up                               | 1998                  | 16-05-1998            | 3               | 6            | #3 in de Single Top 100 / Alarmschijf                                                              |
| Gimme Some More                                               | 1999                  | 06-02-1999            | 15              | 6            | #19 in de Single Top 100                                                                           |
| What's It Gonna Be?!                                          | 1999                  | 17-04-1999            | 24              | 5            | met Janet Jackson / #29 in de Single Top 100                                                       |
| Ante Up                                                       | 2001                  | 09-06-2001            | tip2            | -            | met M.O.P. / #33 in de Single Top 100                                                              |
| Break Ya Neck                                                 | 2002                  | 23-03-2002            | 21              | 8            | #13 in de Single Top 100                                                                           |
| Pass the Courvoisier Part II                                  | 2002                  | 08-06-2002            | tip8            | -            | met P. Diddy & Pharrell Williams / #47 in de Single Top 100                                        |
| Make It Clap                                                  | 2003                  | 22-02-2003            | 24              | 5            | met Sean Paul & Spliff Star / #15 in de Single Top 100                                             |
| I Know What You Want                                          | 2003                  | 17-05-2003            | 6               | 11           | met Mariah Carey & The Flipmode Squad / #4 in de Single Top 100 / Alarmschijf                      |
| Don't Cha                                                     | 2005                  | 10-09-2005            | 2               | 14           | met The Pussycat Dolls / #2 in de Single Top 100                                                   |
| Touch It (Remix)                                              | 2006                  | 20-05-2006            | 34              | 5            | #34 in de Single Top 100                                                                           |
| I Love My Chick                                               | 2006                  | 29-07-2006            | 33              | 4            | met Will.i.am & Kelis / #43 in de Single Top 100                                                   |
| C'mon (Catch 'Em by Surprise)                                 | 2011                  | 29-01-2011            | 5               | 7            | met Tiësto & Diplo / #8 in de Single Top 100                                                       |

| Single met hitnotering(en) in de Vlaamse Ultratop 50 | Datum van verschijnen | Datum van binnenkomst | Hoogste positie | Aantal weken | Opmerkingen                                                              |
| ---------------------------------------------------- | --------------------- | --------------------- | --------------- | ------------ | ------------------------------------------------------------------------ |
| Hit 'Em High (The Monstars' Anthem)                  | 1997                  | 29-03-1997            | 35              | 7            | als The Monstars of Space Jam met B Real, Coolio, LL Cool J & Method Man |
| Turn It Up / Fire It Up                              | 1998                  | 13-06-1998            | 31              | 9            |                                                                          |
| Make It Clap                                         | 2003                  | 15-02-2003            | tip9            | -            | met Sean Paul & Spliff Star                                              |
| I Know What You Want                                 | 2003                  | 31-05-2003            | 8               | 12           | met Mariah Carey & The Flipmode Squad                                    |
| Don't Cha                                            | 2005                  | 10-09-2005            | 1(2wk)          | 25           | met The Pussycat Dolls                                                   |
| I Love My Chick                                      | 2006                  | 15-07-2006            | tip4            | -            | met Will.i.am & Kelis                                                    |
| Run the Show                                         | 2008                  | 17-05-2008            | 5               | 26           | met Kat DeLuna                                                           |
| C'mon (Catch 'Em by Surprise)                        | 2011                  | 05-02-2011            | 39              | 3            | met Tiësto & Diplo                                                       |

## Filmografie
- Who's the Man? (1993)
- Higher Learning (1995)
- The Rugrats Movie (1998) (stemrol)
- Shaft (2000)
- Finding Forrester (2000)
- Narc (2002)
- Halloween: Resurrection (2002)
- Full Clip (2006)
- Breaking Point (2009)
- The Unforgiven (2011)
- King of the Dancehall (2016)
- The Naked Gun (2025)